# Platja de les Tonyines
La platja de les Tonyines és una platja semiurbana del municipi de Llançà (Alt Empordà) situada al sud de la platja de la Farella del Mig, separades per una formació rocosa. Té una longitud de 90 m i una amplada mitjana de 25 m, formada per sorra molt gruixuda i còdols, amb un pendent d'entrada a l'aigua moderat. Està orientada al sud-est.
El topònim indica el pas del peix migratori que, procedent de l'Atlàntic, contorneja cada primavera el Mediterrani occidental amb finalitats reproductores. Davant d'aquesta platja es practicaven arts de parada com el de l'almadrava volant i arts de deriva com el sardinal i el tonaire.